# Castilletes
Castilletes es un lugar ubicado en la península de La Guajira entre Colombia y Venezuela, que sirve como hito №1 para definir la línea fronteriza entre ambos países. Su ubicación es estratégica para ambos países, ya que este es uno de los puntos sobre los cuales se basan para la delimitación de aguas marinas y submarinas en el golfo de Venezuela. Administrativamente hace parte del municipio Uribia, del departamento de La Guajira, Colombia y de la parroquia Alta Guajira del municipio Guajira, Zulia, Venezuela. 
Su punto como límite fronterizo quedó establecido con la firma del Acta de Castilletes el 29 de abril de 1900. Sin embargo, el Laudo Arbitral Español de la Reina María Cristina, que se dictó en Madrid el 16 de marzo de 1891, había establecido que el hito N.º 1 sería el conocido como Mogotes de los Frailes, pero los delegados de la comisión mixta de demarcación no encontraron ese punto, decidiendo establecerlo en la Meseta de Castilletes. Para 2001 se intentó ante el Tribunal Supremo de Justicia de Venezuela decidir la nulidad del Acta de Castilletes, pero el tribunal decidió que carecía de jurisdicción para decidir sobre el hecho.

## División político-administrativa
En sus cercanías se fundó una de las primeras villas en tierra firme suramericana, llamada Santa Cruz, de la que aún prevalecen algunas ruinas de dicha villa histórica.
Venezuela
Está ubicado en el municipio Guajira (antes Páez) del Estado Zulia, el acceso al área solo se realiza con vehículos rústicos, embarcaciones o avionetas, ya que no existen rutas terrestres comerciales hacia la zona. A finales de 2007, la carretera Los Filúos-Cojoro-Castilletes fue rehabilitada.
Colombia
Está ubicado en el municipio de Uribia, el territorio circunvecino hace parte del corregimiento de Castilletes y su acceso está a 7 horas de Riohacha y a 6 horas del Cabo de la Vela. Esta ubicación le permite a Colombia una salida al Golfo de Venezuela y soberanía sobre parte de sus aguas hasta el Corregimiento de Punta Espada en el departamento de La Guajira.
|                                                                           |
| Primer hito fronterizo entre Colombia y Venezuela, ubicado en dicha zona. |